# فوجیوارا نو یوشی‌فوسا
فوجیوارا نو یوشیفوسا (به ژاپنی: 藤原 良房 Fujiwara no Yoshifusa); ۱ ژانویهٔ ۰۸۰۴ – ۷ اکتبر ۰۸۷۲) نخستین سشو (مشاور ارشد امپراتور نابالغ) و سیاستمدار در اوایل دوره هی‌آن اهل ژاپن بود. وی اولین نایب‌السلطنه از سری نایب‌السلطنه‌های خاندان فوجیوارا بود. جانشین او پسربرادرش  فوجیوارا نو موتوتسونه بود که به فرزندخواندگی او درآمد.